# Manfrotto
Manfrotto — итальянский бренд, производящий штативы, моноподы и другие аксессуары для фотоаппаратов и осветительных приборов, выпускаемые компанией Lino Manfrotto + Co. Spa. Штаб-квартира компании находится в Кассоле, Италия. Бренд полностью принадлежит Videndum plc.

## История
Лино Манфротто, итальянский фотожурналист, начал разрабатывать и продавать осветительные стойки, стрелы и телескопические штанги под названием «Manfrotto» в конце 1960-х годов. В 1972 году Лино Манфротто познакомился с Жильберто Баттоккио, техником, работавшим в механической фирме Bassano. Благодаря этому сотрудничеству компания представила свой первый штатив в 1974 году. К 1986 году у Manfrotto уже было шесть заводов в Бассано, а в последующие два года они построят ещё пять заводов в Виллапайере, промышленной зоне Фельтре.
Vinten Group приобрела Manfrotto в 1989 году, затем французскую компанию Gitzo в 1992 году и американскую компанию Bogen Photo Corp. в 1993 году. Vinten Group решила сохранить эти бренды в качестве отдельных линий в своем портфеле. Продукция Manfrotto распространяется в Германии, Франции, Италии, Японии, Великобритании и США компанией Manfrotto Distribution. В Канаде продукция Manfrotto распространяется компанией Gentec International.
В 2010 году Манфротто основал Manfrotto School of Xcellence, образовательный ресурс, призванный поддержать и помочь каждому приблизиться к фотографии и видеосъемке.
Лино Манфротто скончался 5 февраля 2017 года в возрасте 80 лет.

## Марки
Под маркой Videndum Imaging Solutions производится и продается оборудование для фото-, видео-, теле- и киносъемок, а также для проведения развлекательных мероприятий:
- Manfrotto;
- Gitzo;
- Avenger.
- Lastolite от Manfrotto
- Colorama
- Lowepro
- Joby

## Конкуренты
В сегменте продукции начального уровня основными конкурентами Manfrotto являются Velbon и Slik.

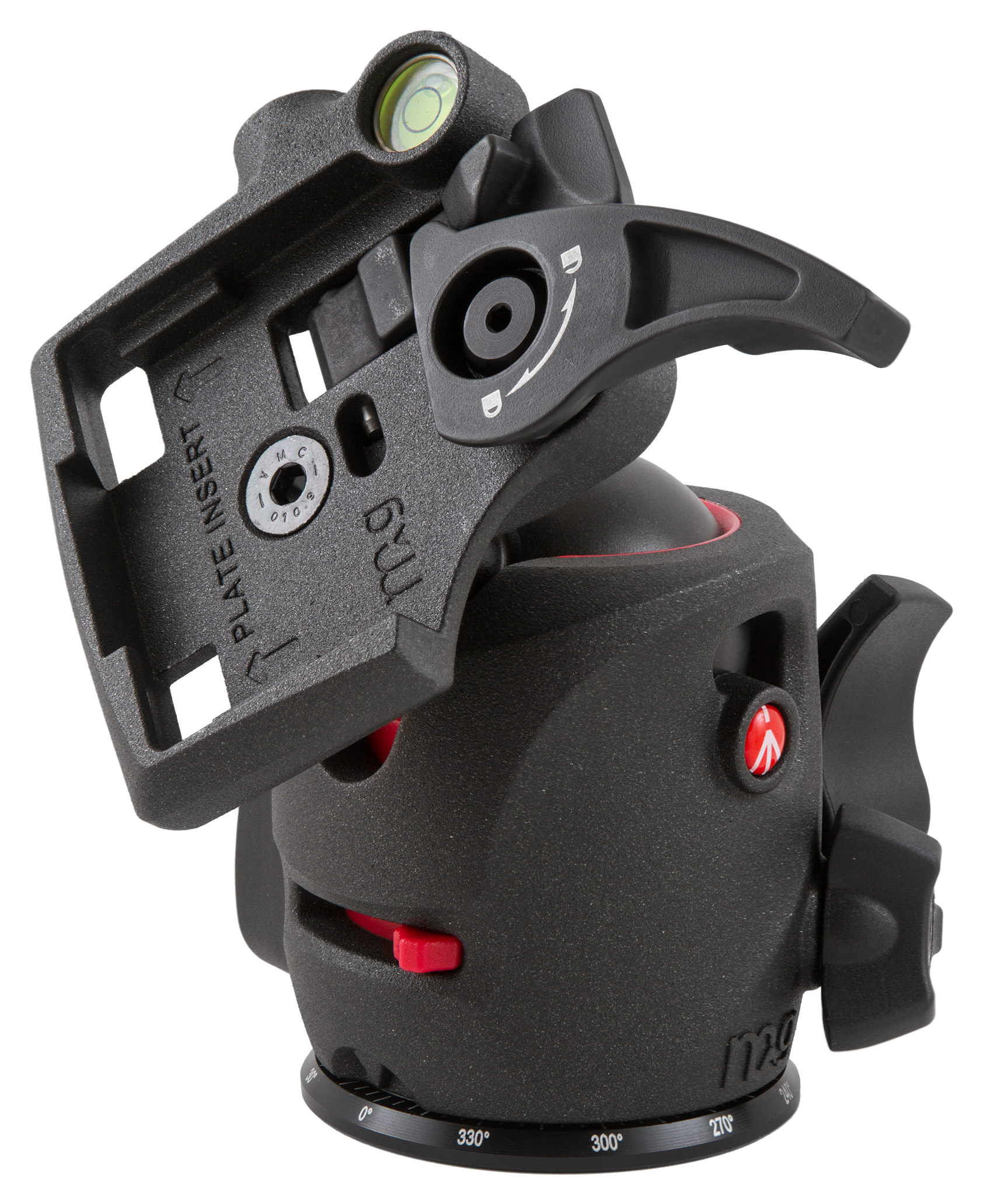
Шаровая головка Manfrotto

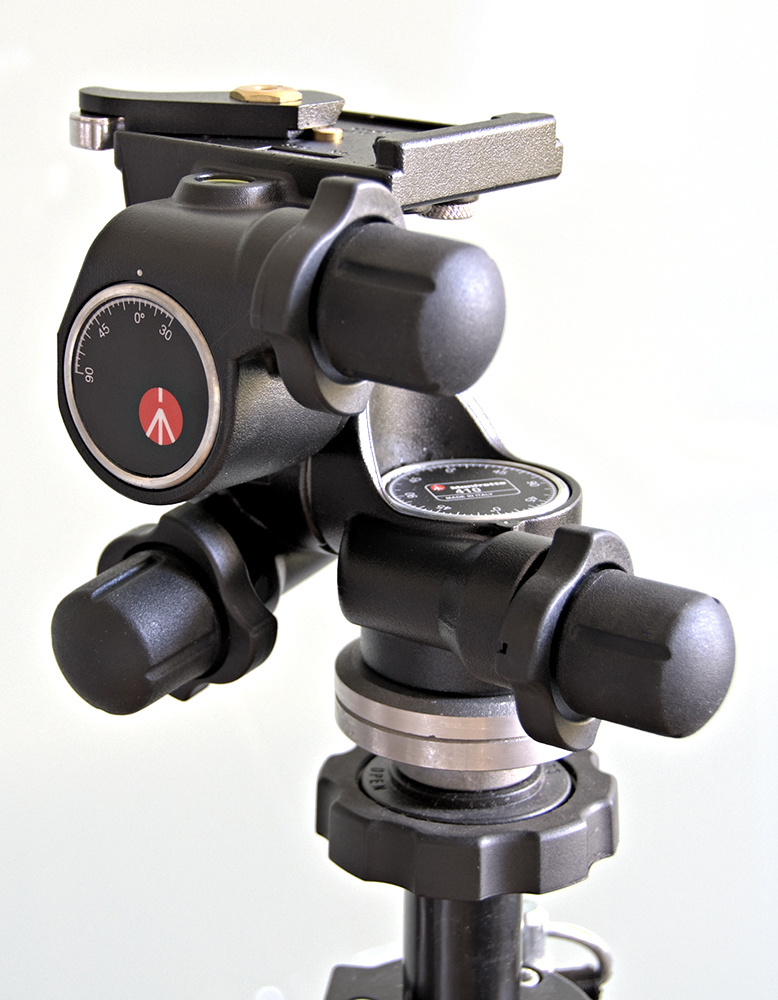
Штативная головка Manfrotto с тремя шарнирами для фотоаппарата (3D-головка)

В сегментах среднего уровня «продвинутых любителей» и профессионалов основные конкуренты — Cullmann, Miller и, для некоторых продуктов, Gitzo, которая в настоящее время является частью той же компании (Videndum plc, Vitec Group), но позиционируется в более высоком ценовом сегменте. В отличие от Slik и Miller, Manfrotto не производит цельные штативы: производство основано на модульном подходе со сменными частями, продающимися отдельно.

## Рекламные кампании
В 2010 году Manfrotto изменила слоган своего бренда с «Manfrotto Proven Professional» на «Manfrotto Imagine More». В мае 2011 года Manfrotto запустил онлайн-конкурс, в котором людям предлагалось поделиться короткими постами о воображении в Twitter и Facebook для манифеста Manfrotto Imagine More, а также представить фотографии, воплощающие творческие фантазии, на веб-сайте Manfrotto Imagine More. Затем на основе победивших постов и фотографий был создан короткометражный фильм, премьерный показ которого состоялся на 68-м Венецианском международном кинофестивале. В июле 2012 года Manfrotto запустила блог Manfrotto Imagine More — сайт, содержащий советы о том, как получить максимальную отдачу от фотографий и как более эффективно делиться ими с другими людьми.